# Jagdschloss Friedrichsthal (Schwerin)

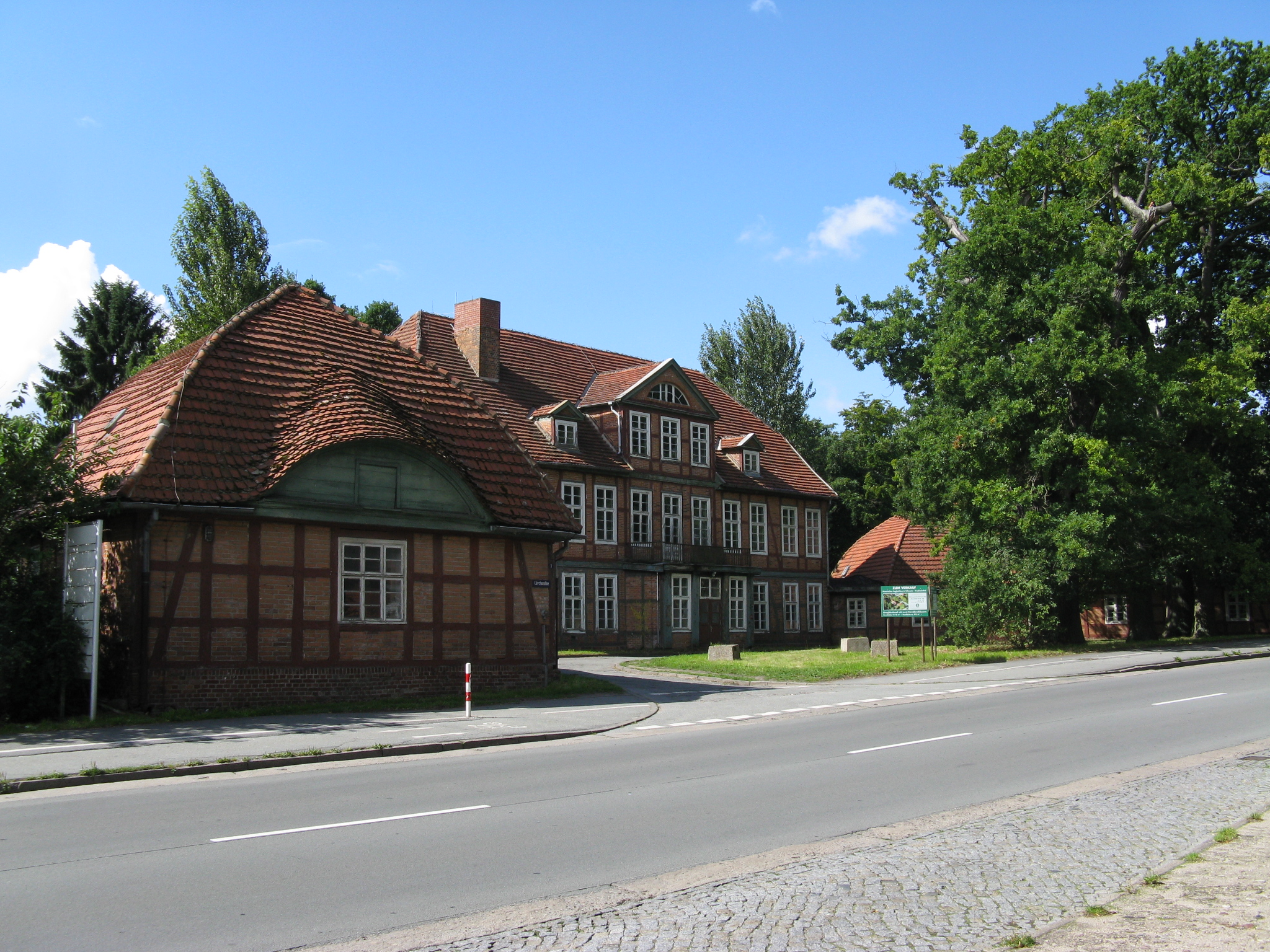
Jagdschloss Friedrichsthal in Schwerin

Das Jagdschloss Friedrichsthal ist eine ehemalige Jagdresidenz des mecklenburgischen Großherzogs Friedrich Franz I. in Friedrichsthal, einem heutigen Stadtteil Schwerins. Das Jagdschloss sowie die ehemals zur Schlossanlage gehörenden Kavaliershäuser stehen unter Denkmalschutz.

## Lage
Das Schloss befindet sich am nordwestlichen Stadtrand Schwerins, direkt an der nach Gadebusch führenden Bundesstraße 104 etwa 400 Meter nördlich des Neumühler Sees. In diesen mündet der hinter dem Jagdschloss verlaufende Graben De Kanal. Im Süden und Südwesten schließen sich Mischwälder an das Areal an. Die nördliche und östliche Umgebung ist durch Eigenheimsiedlungen geprägt.

## Bauwerk

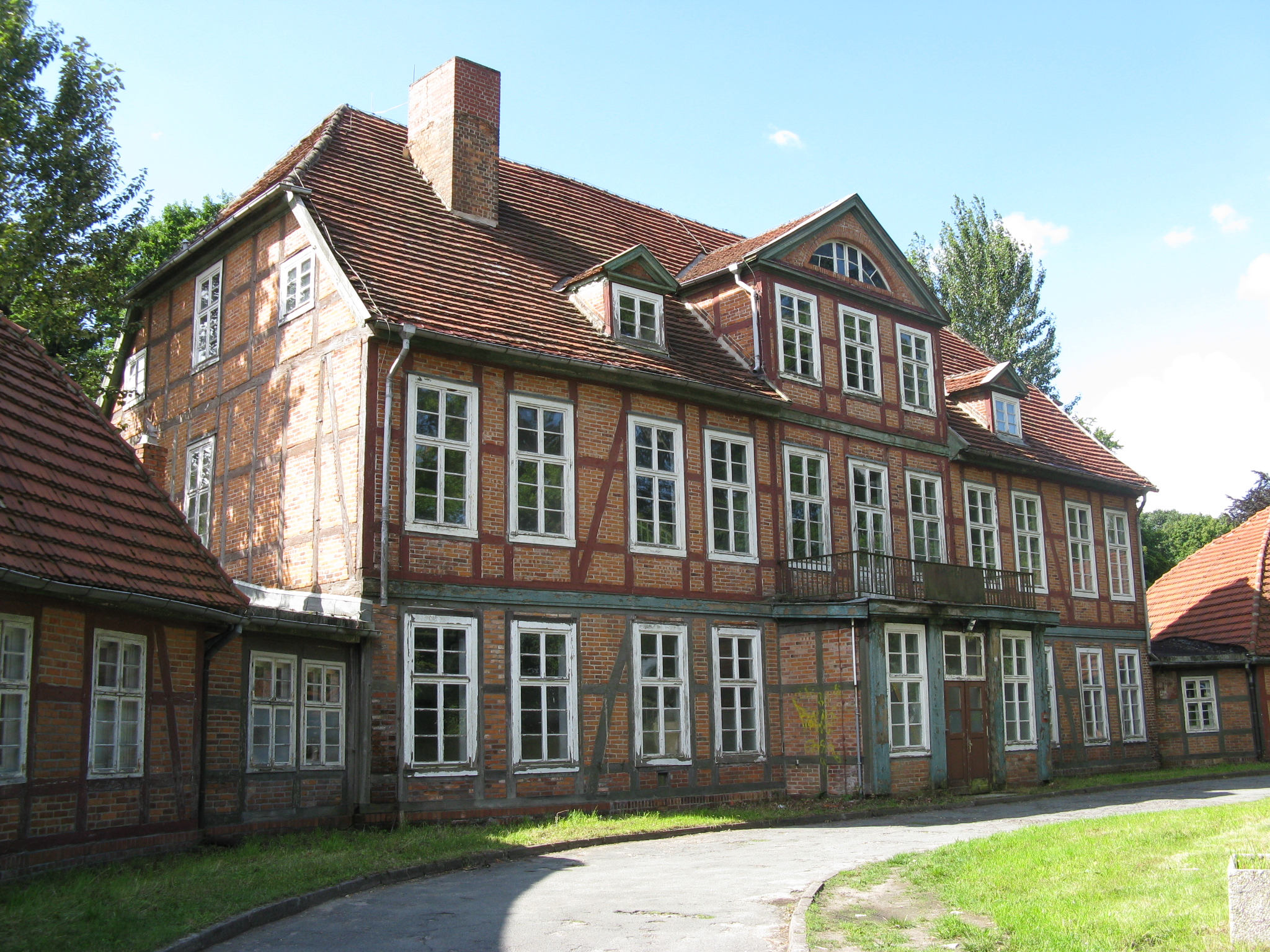
Haupthaus

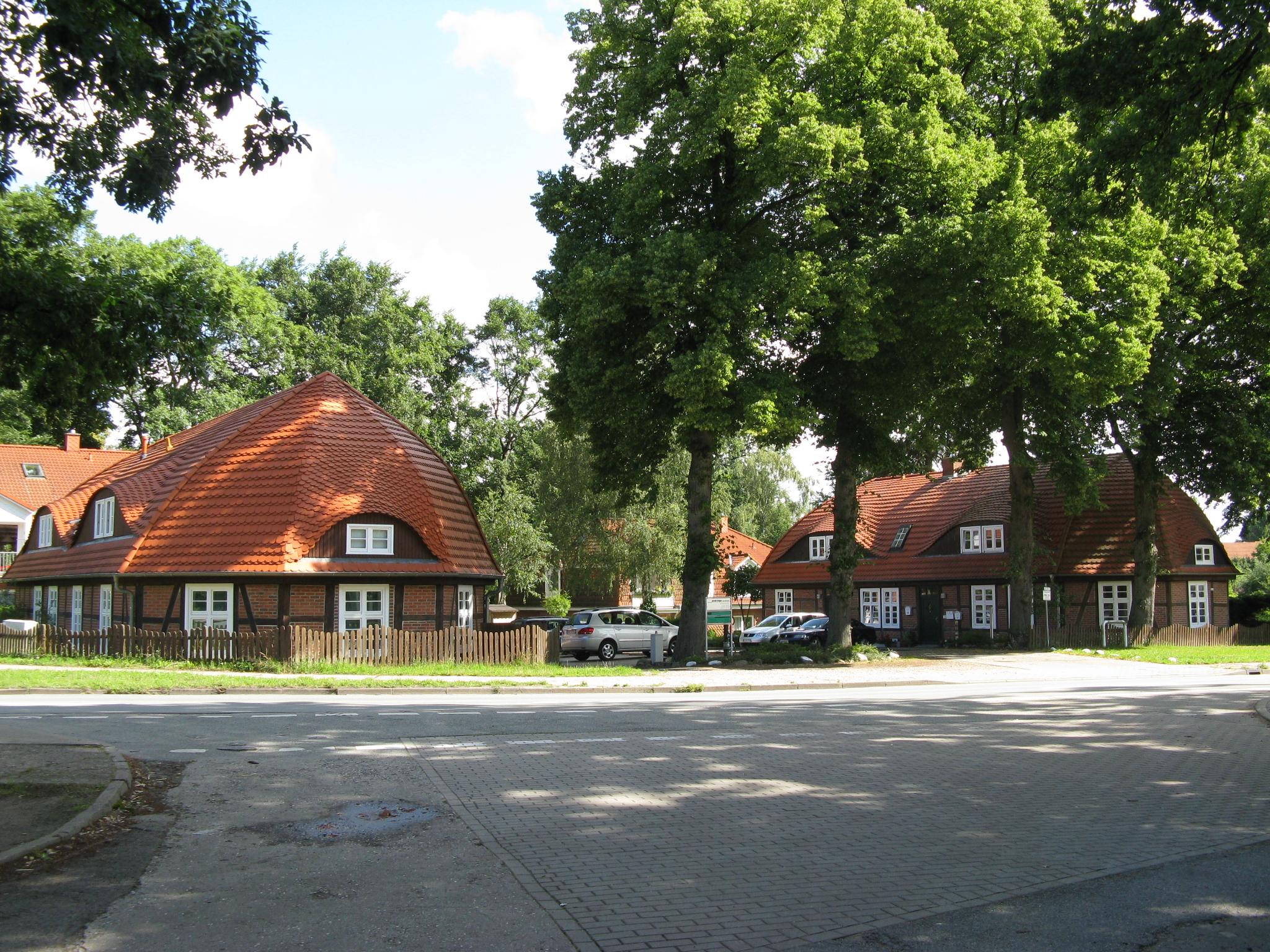
Kavaliershäuser

Das Friedrichsthaler Jagdschloss ist ein zweigeschossiger Fachwerkbau, dessen Ursprung bis ins Jahr 1790 reicht. Das Haupthaus ist mit einem Krüppelwalmdach bedeckt, aus dem in der Mitte das Zwerchhaus mit einem quer zum First des Hauptdaches verlaufenden Satteldach emporragt. Daneben befinden sich auf der der Straße zugewandten Nordseite zwei Giebelgauben. Der Eingangsvorbau des Hauses ist nachträglich ergänzt worden und mit einem Altan betont. Die zwei 1798 errichteten eingeschossigen, halbrund vorspringenden Flügelbauten sind ebenfalls in Fachwerk ausgeführt und mit Bohlenbinderdächern und Fledermausgauben ausgestattet. Diese Nebengebäude wurden später baulich mit dem Mittelhaus verbunden.
Dem Schloss gegenüber, auf der anderen Straßenseite, befinden sich zwei ehemalige, eingeschossige Fachwerk-Kavaliershäuser, die 1995/96 baulich stark verändert wurden.

## Geschichte
Um 1790 kaufte der damalige Regierungsrat August Georg von Brandenstein Land westlich der seit 1722 existierenden Gastwirtschaft Hellkrug, für die er 1790 einen Pachtvertrag über 24 Jahre abschloss, und ließ dort ein Sommerhaus errichten. Nach mehreren Besitzerwechseln erwarb Friedrich Franz I. 1797 dieses Gebäude mit Grundstück für 4000 Taler. Er ließ es angesichts der wildreichen Umgebung zu einem Jagdschloss umbauen. Die Schlossanlage wurde 1798 um zwei halbrunde Seitenflügel, die als Wagenremise und Pferdestall dienten, und später um die beiden Kavaliershäuser für Jägermeister und Meute sowie Ställe erweitert. 1805 erhöhte man nach Plänen von Johann Chornelius Barca, dem Vater von Johann Georg Barca, das Hauptgebäude um ein Stockwerk. Das Jagdschloss wurde vom Großherzog jedoch nur wenig genutzt und daher Vereinen und Bürgern zur Verfügung gestellt. Letztmals soll 1822 eine Hofjagd stattgefunden haben. Bemühungen der folgenden Jahre, das Schloss zu verkaufen, verliefen im Sande.
1914 kamen erholungsbedürftige Soldaten hier unter, ab dem Ersten Weltkrieg diente der Westflügel als Heim für Kriegswaisen, 1936 wurde das Schloss dem Kyffhäuserbund als „Kriegerheim“ überlassen. Ab 1945 fungierte das Jagdschloss als Tuberkuloseheilanstalt und schließlich bis nach der Wende als Altenheim. Das seit 1993 leerstehende, inzwischen sanierungsbedürftige Gebäude wurde Ende 2010 an eine Berliner Investorin veräußert, die dort unter anderem ein Café plante.
2017 erfolgte der Verkauf an eine Investorengruppe aus Niedersachsen, die das Schloss denkmalgerecht saniert, umbaut und in Eigentumswohnungen umwandelt. Die Kavaliershäuser sollen nach erfolgter Sanierung ebenfalls als Wohneigentum verkauft werden. Der Abschluss ist für 2020 geplant (Stand September 2018). Der Schlossgarten soll laut Investoren im Stil eines englischen Landschaftsgartens gestaltet werden und zukünftig nicht der Öffentlichkeit zugänglich sein.
Von dem bis an den Neumühler See reichenden Landschaftspark wurde der südliche Teil 1945 abgeholzt, um Reparationsleistungen an die Sowjetunion zu erbringen, und ab 1948 im Rahmen der Bodenreform aufgesiedelt; später wurde dieses Gebiet mit Wohn- und Wochenendhäusern bebaut. Seit 2008 diskutiert man die Wiederherstellung des übrigen Parkgeländes zur Aufwertung des Wohnumfelds.

## Sonstiges
Zur Inneneinrichtung gehörte die Szenentapete „La chasse à Compiègne“ (Die Jagd von Compiègne), die 1814 in Paris nach Entwürfen von Antoine Charles Horace Vernet gedruckt und von Großherzog Friedrich Franz I. in Hamburg erworben wurde. Dargestellt werden auf ihr Szenen einer höfischen Rotwildjagd. Es wird davon ausgegangen, dass diese Jagdtapete das einzige erhaltene Exemplar dieses Drucks ist. Die Tapete wurde ausgelagert und ist seit 1964 mit kurzzeitiger Unterbrechung im Jagdschloss Friedrichsmoor im gleichnamigen Ortsteil der Stadt Neustadt-Glewe zu sehen.

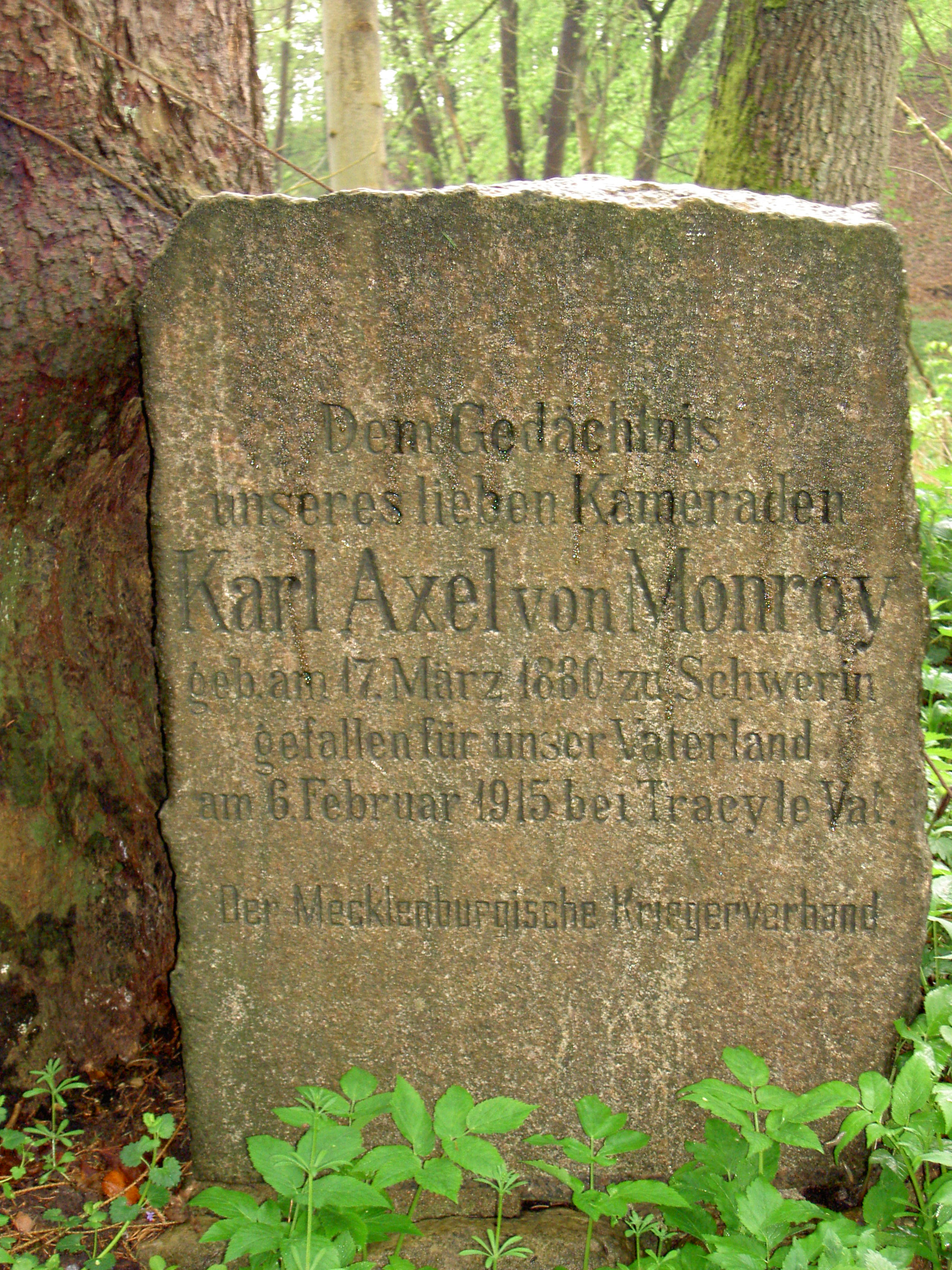
Gedenkstein

Im Schlosspark ist ein Gedenkstein für Karl Axel von Monroy (* 17. März 1880) erhalten. Er war Ministerialassessor und starb, nachdem er im Ersten Weltkrieg als Reserveoffizier eingezogen wurde, am 6. Februar 1915 in einem Feldlazarett in Noyon in Nordfrankreich. Seine Grabstelle befindet sich in Nampcel. Der Gedenkstein in Friedrichsthal wurde ein Jahr nach dem Tod aufgestellt.